# Eljaröd
Eljaröd är kyrkbyn i Eljaröds socken och en småort i Tomelilla kommun i Skåne län. 
Eljaröds kyrka ligger här.